# Rajna-vízesés
A Rajna-vízesés (németül Rheinfall) Európa legnagyobb síksági vízesése. A Rajna folyása a svájci Schaffhausen alatt felgyorsul, és Laufen váránál 115 méternyi szélességben, három ágban, magas, meredek sziklák közt, mennydörgésszerű robajjal lezuhan a 15–19 méter mély, széles, üstszerű alsó medrébe.

## Fekvése
Németország és Svájc (Schaffhausen kanton) határán található.

## Képgaléria

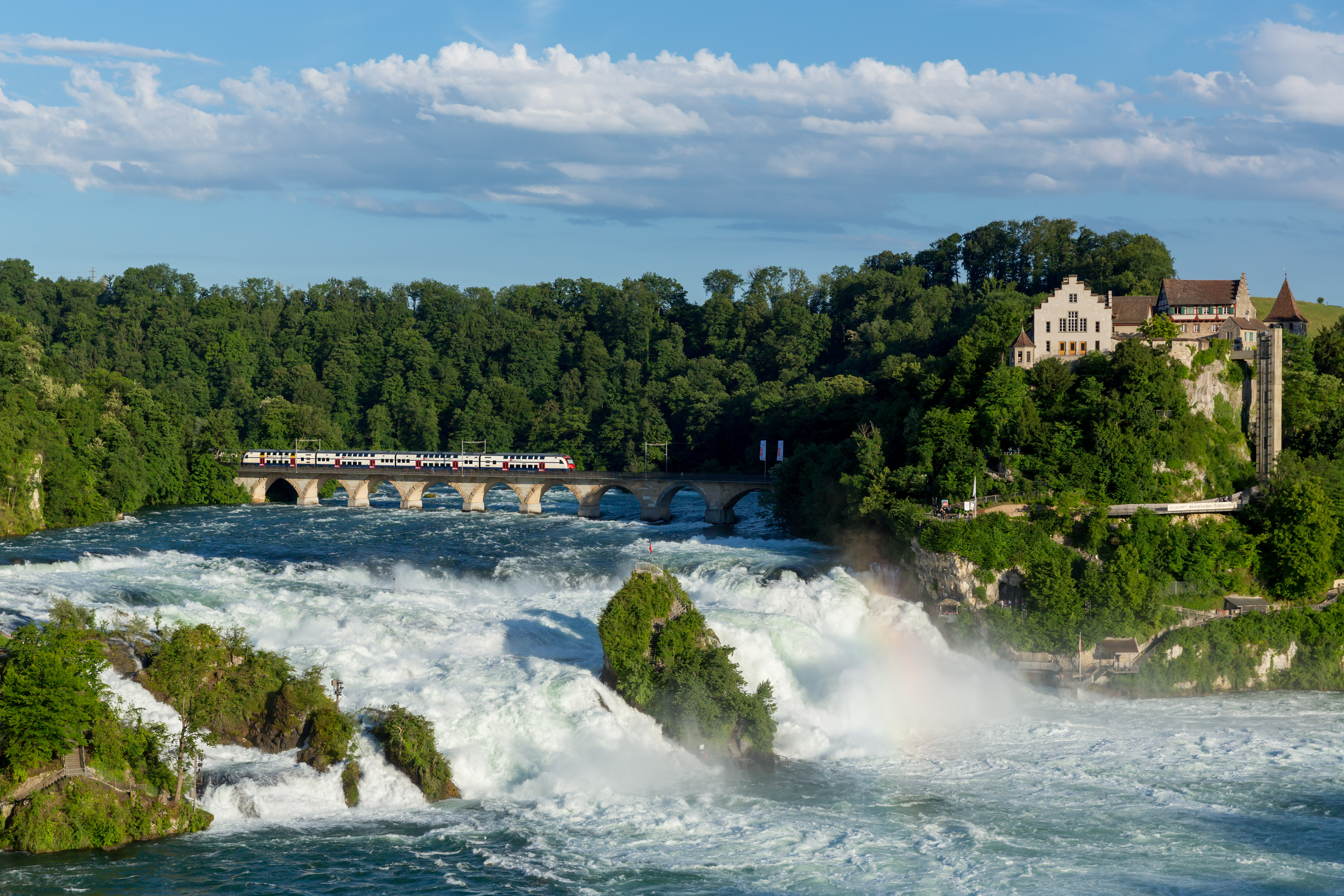
Távlati kép
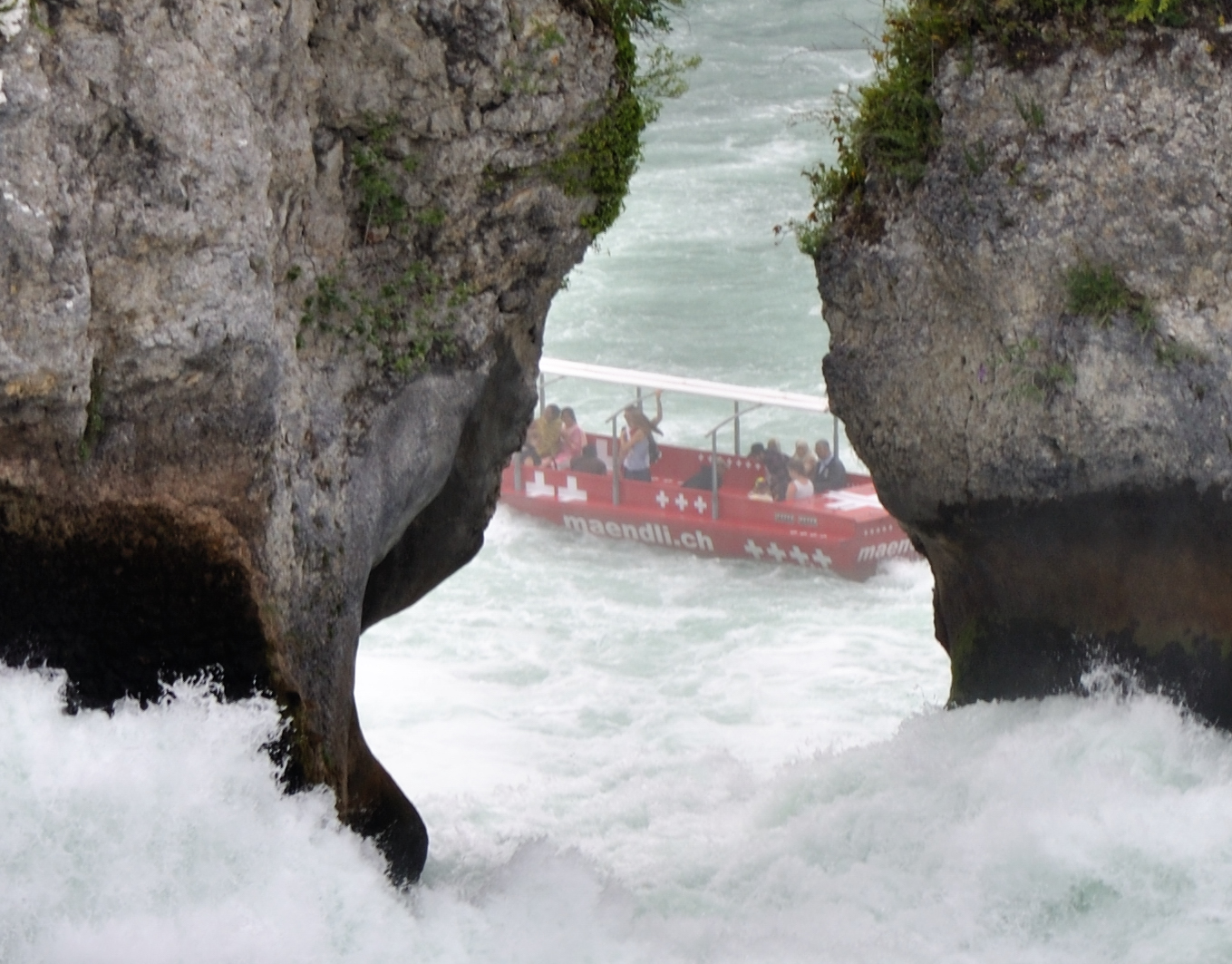
A vízesés részlete
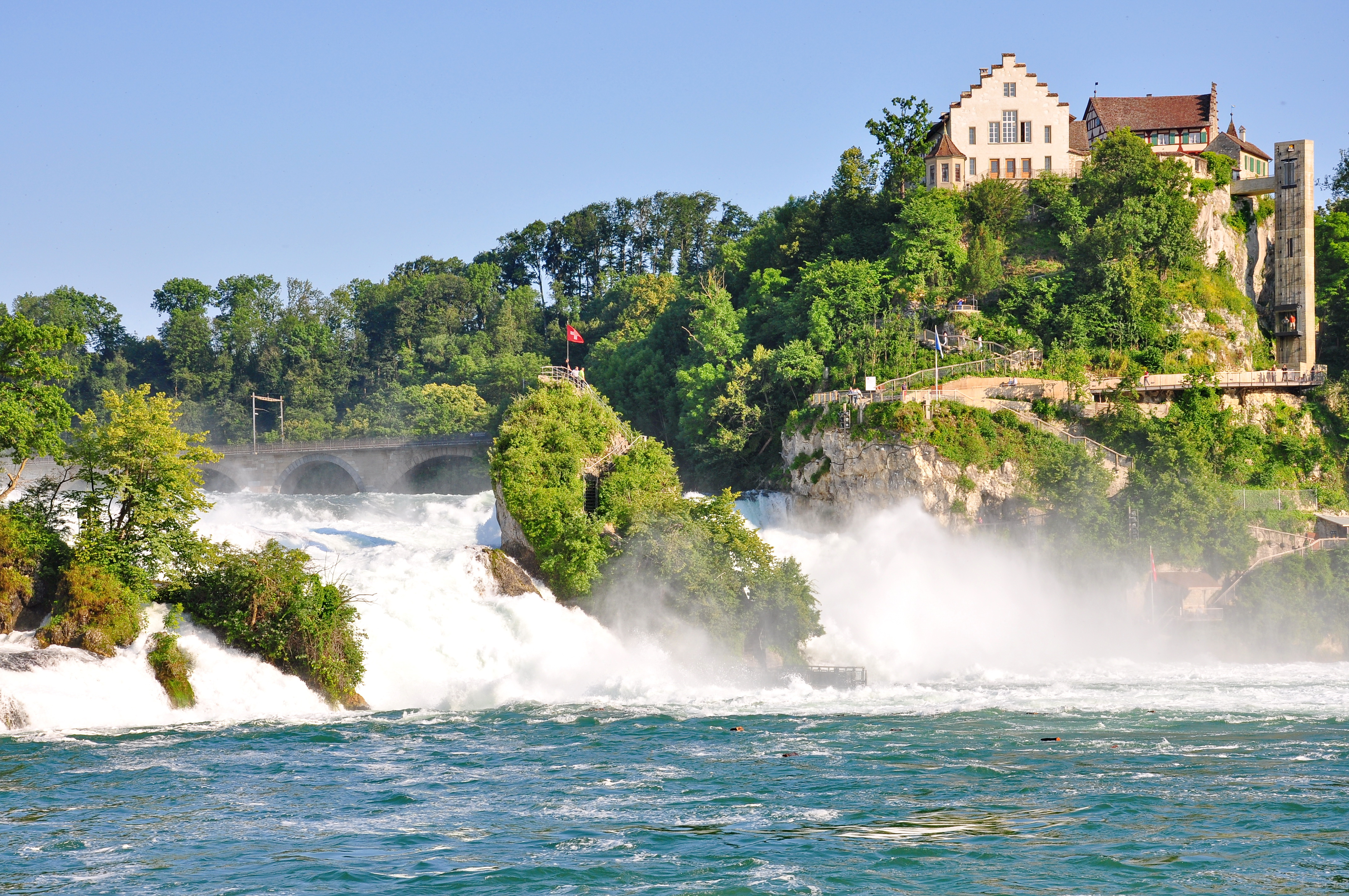
A Rajna-vízesés és a Laufeni vár
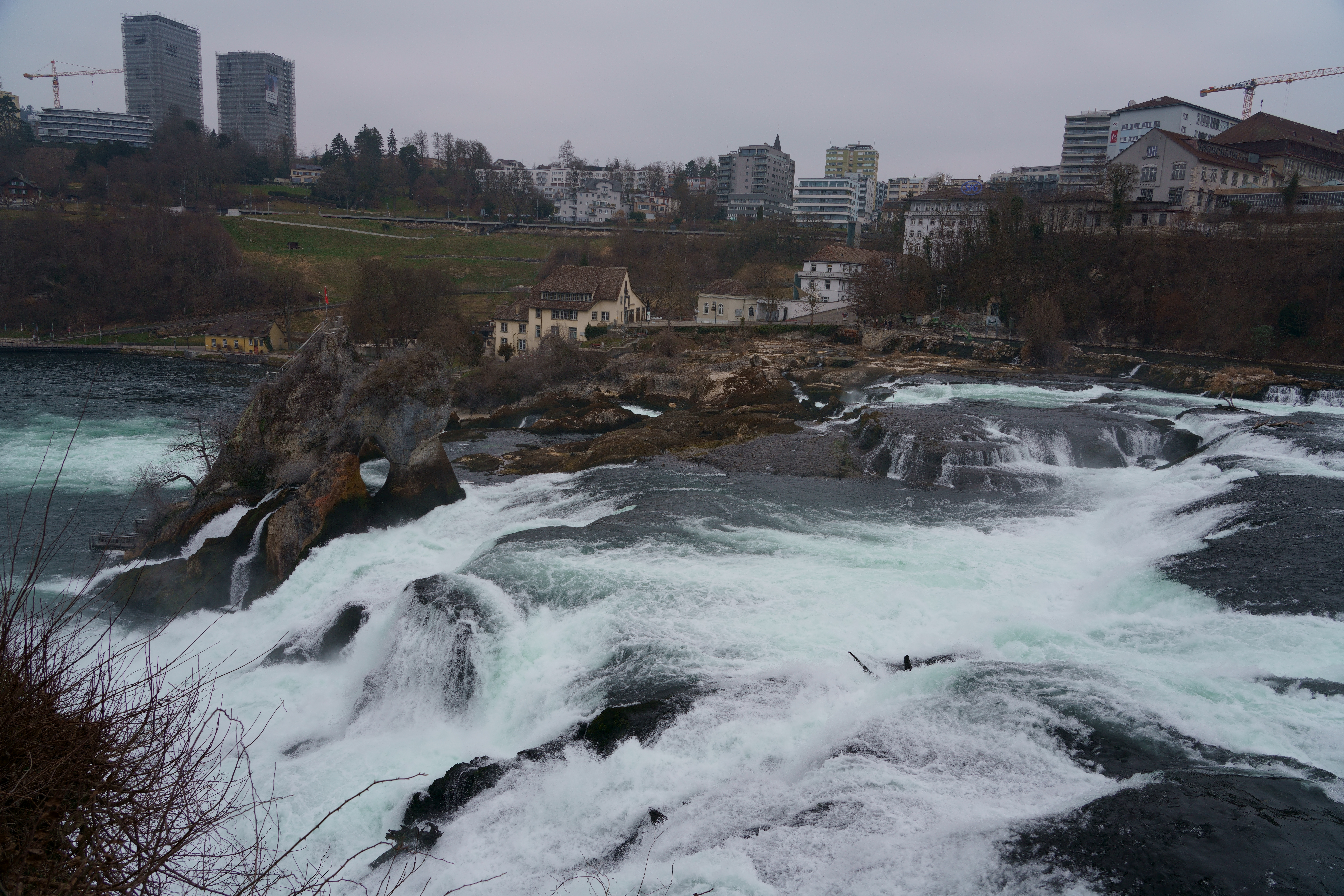
A vízesés és Schaffhausen
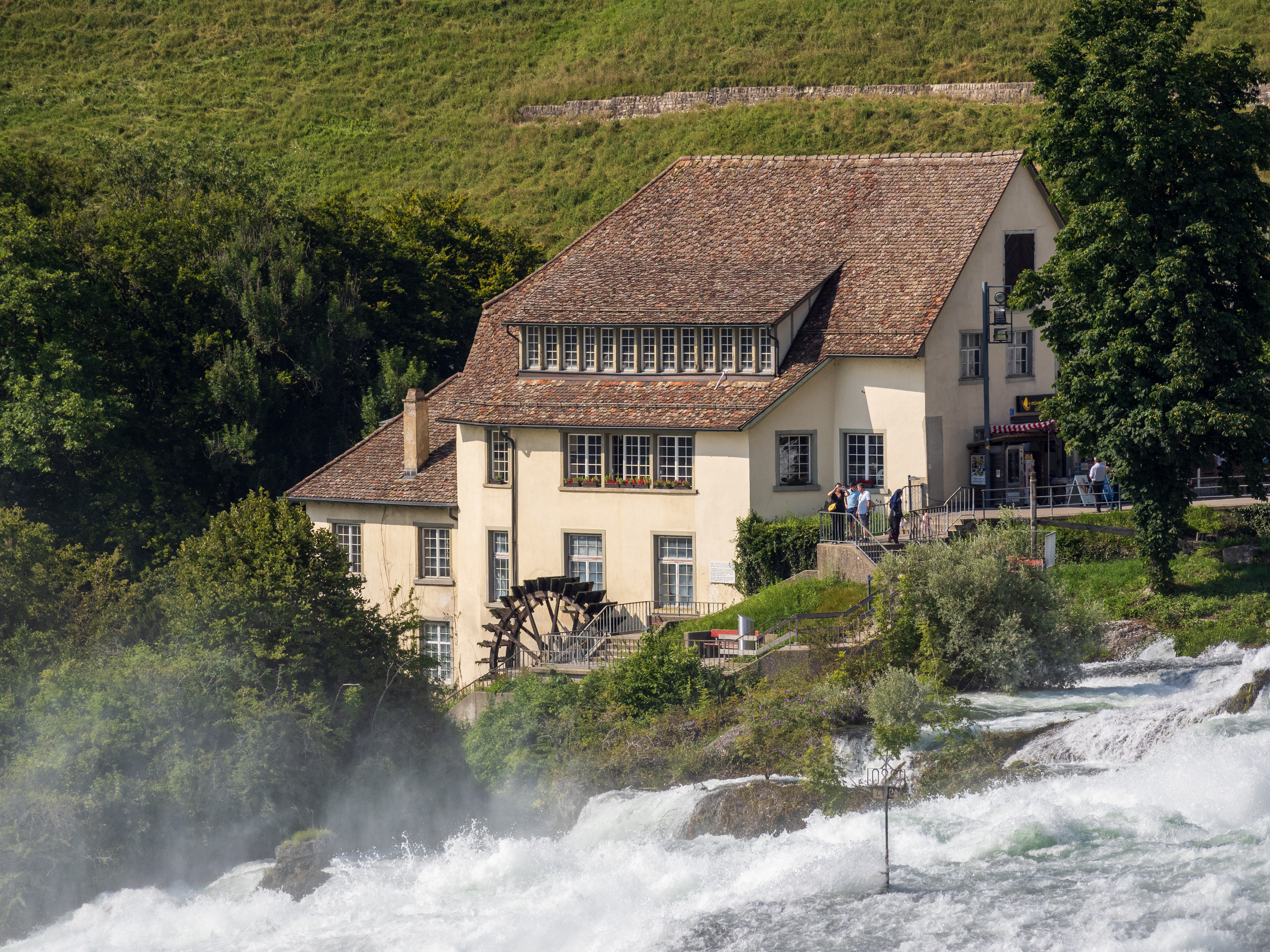
Vízimalom Neuhausennál